# 佐藤和正
佐藤 和正（さとう かずまさ、1932年 - 1991年10月1日）は、日本のノンフィクション作家。

## 略歴
北海道深川市生まれ。1939年（昭和14年）10月に家族と共に満州国新京特別市（現在の長春市）に移住。当地にて終戦を迎える。1955年（昭和30年）日本大学芸術学部を卒業、河出書房入社。
1962年（昭和37年）より文筆活動を開始。主にノンフィクションを執筆し、特に太平洋戦争戦史に関する著述が多い。1991年（平成3年）10月1日、食道癌により死去。

## エピソード
ノンフィクションを主に執筆し、特に太平洋戦争関連の書籍においては現在も貴重な資料として活用されることが多い。これは「レイテ沖の日米決戦」や「艦長たちの太平洋戦争」等、著作でその当事者たちの証言を集めてまわり、それにより従来の公刊戦史と異なった様々な証言を引き出すことに成功しているためである。例えば、「艦長たちの太平洋戦争」では、レイテ沖海戦で栗田艦隊の再反転を小沢艦隊が知らなかった(受信していない)ことを第四航空戦隊司令官松田千秋少将から証言されており、これが小沢艦隊の状況不明による栗田艦隊の再々反転の要因になったという裏づけとなっている。晩年は癌告知後も精力的に執筆活動をしていた。死去により月刊『丸』(潮書房)で連載していた「日本陸軍 栄光と最後」が未完、絶筆となっている。(「艦長たちの太平洋戦争」解説より)

## 著作
- 「軍艦物語　その栄光と悲劇の生涯」光文社カッパブックス、1973 (のち光人社文庫)
- 連合艦隊かく戦えり 太平洋海戦秘史 光文社カッパ・ブックス 1975
- 太平洋戦争で活躍した日本の軍艦 ベストセラーズ 1976
- 連合艦隊戦艦 広済堂ブックス 1977.11 「戦艦入門」光人社文庫
- 連合艦隊空母 広済堂ブックス 1977 「空母入門」光人社文庫
- 連合艦隊巡洋艦 広済堂ブックス 1977　「巡洋艦入門」光人社文庫
- 「グアムの血と砂」(講談社、1978)　「グアム島玉砕戦記」光人社文庫
- 「玉砕の島　太平洋戦争・激闘の秘録」ベストセラーズ、1980　(のち光人社文庫)
- 「将軍・提督 妻たちの太平洋戦争」(光人社、1983)　のち文庫
- 「艦長たちの太平洋戦争　 34人の艦長が語った勇者の条件」(光人社、1983)　のち文庫
- これが日本の自衛隊だ 講談社 1983.11
- 「艦長たちの太平洋戦争(続編)」(光人社、1984)　のち文庫

- 艦と乗員たちの太平洋戦争 日本軍艦と乗員はいかに戦ったか 光人社 1984.10 のち文庫
- 「決断の研究・五人の提督」(講談社　1985)　「連合軍が恐れた五人の提督」光人社文庫
- 「最後の関東軍　敢闘せり、第一国境守備隊」(サンケイ出版、1986)　のち光人社文庫
- 「軍艦---華麗なる生涯」(光人社、1986)
- 「運と戦術　太平洋戦争の決定的瞬間の研究」(光人社、1988)
- 「レイテ沖の日米決戦　日本人的発想vs欧米人的発想」(光人社、1988)　「レイテ沖海戦」文庫
- 「太平洋海戦」(講談社 全三巻、1988)
- 「連合艦隊戦訓48　戦訓から学ぶ発想の転換」(光人社、1989) のち文庫
- 海戦事典 日米海上決戦ハンドブック　光人社文庫、1999
- 戦争の素顔 一兵卒から提督まで 光人社 2000.5
- 「日本陸軍の栄光と最後」(月刊「丸」連載、未完・絶筆)